# Calamus bajonado
Espèce
Statut de conservation UICN

 LC  : Préoccupation mineure
Le daubenet trembleur (Calamus bajonado) est une espèce de poissons marins appartenant à la famille des Sparidés originaire de l'Ouest de l'océan Atlantique.